# San Miguel Tepezontes
San Miguel Tepezontes est une municipalité du département de La Paz au Salvador.